# Филлигер, Каспар
Каспар Филлигер (нем. Kaspar Villiger; род. 5 февраля 1941, Пфеффикон, кантон Люцерн, Швейцария) — швейцарский государственный и политический деятель.
Член Свободно-демократической партии Швейцарии. Член Федерального совета Швейцарии, начальник военного департамента в 1989—1995, департамента финансов в 1996—2003. Президент Швейцарии в 1995 и 2002. Во время его второго срока пребывания на посту президента случилась катастрофа над Боденским озером. Филлигер отказался от присутствия на траурной церемонии в Уфе в связи с опасениями за его безопасность, выраженную российскими дипломатами. С 2009 по 2012 год он занимал пост председателя совета директоров Швейцарского банка UBS, а в настоящее время — член совета директоров Nestlé и Swiss Re.